# Atividade de inteligência
Atividade de inteligência é o desenvolvimento de previsões de comportamento ou cursos de ação recomendados para a liderança de uma organização, com base em ampla gama de informação (inteligência) disponíveis ou encobertas. A informação coletada tem como função informar a liderança de uma organização para tomar decisões de maneira segura e confiável. A avaliação pode ser executada em nome de uma organização estatal, militar ou comercial com uma variedade de fontes de informação disponíveis para cada uma.
A analisa as informações disponíveis e avaliações anteriores para relevância e atualidade. Onde houver necessidade de informações adicionais, o analista pode direcionar alguma coleta. Os estudos de inteligência são o campo acadêmico que trata da avaliação de inteligência, especialmente em relações internacionais e ciências militares.
É diferente de análise de Inteligência, que faz parte das atividades de inteligência e se refere ao processo da análise de informações obtidas através de atividades de Inteligência. Também diverge do conceito de Inteligência operacional, um campo relativamente novo que dá às organizações a capacidade de tomar decisões e agir imediatamente usando dados resultantes de análise de inteligência, obtidos por meio de ações manuais ou automatizadas.

## No Brasil
Atividade de Inteligência é, na definição adotada pela Agência Brasileira de Inteligência (ABIN):

"O exercício sistemático de ações especializadas, orientadas para a produção e difusão de conhecimentos, tendo em vista assessorar as autoridades governamentais, nos respectivos níveis e áreas de atribuição, para o planejamento, execução e acompanhamento das políticas de Estado. Ela engloba, também, a salvaguarda de dados, conhecimentos, áreas, pessoas e meios de interesse da sociedade e do Estado."

## Processo
A avaliação de inteligência é baseada em um requisito ou necessidade do cliente, que pode ser um requisito permanente ou adaptado a uma circunstância específica ou uma Solicitação de Informações (RFI). O "requisito" é repassado para a agência avaliadora e trabalhado por meio do ciclo de inteligência, um método estruturado para responder ao RFI. O RFI pode indicar em qual formato o solicitante prefere consumir o produto.
A RFI é revisada por um Gerente de Requisitos, que então direcionará as tarefas apropriadas para responder à solicitação. Isso envolverá uma revisão do material existente, a atribuição de um novo produto analítico ou a coleta de novas informações para informar uma análise.
Novas informações podem ser coletadas por meio de uma ou mais das várias disciplinas de coleta; fonte humana , interceptação eletrônica e de comunicações, imagens ou fontes abertas . A natureza do RFI e a urgência nele colocada podem indicar que alguns tipos de coleta são inadequados devido ao tempo gasto para coletar ou validar as informações coletadas. As disciplinas de coleta de inteligência e as fontes e métodos usados são frequentemente altamente classificados e compartimentados, com os analistas exigindo um alto nível apropriado de habilitação de segurança.
O processo de levar informações conhecidas sobre situações e entidades de importância para a RFI, caracterizando o que é conhecido e tentando prever eventos futuros é denominado avaliação, análise ou processamento de " todas as fontes " . O analista usa fontes múltiplas para corroborar mutuamente, ou excluir, as informações coletadas, chegando a uma conclusão junto com uma medida de confiança em torno dessa conclusão.
Onde já existe informação atual suficiente, a análise pode ser realizada diretamente, sem referência à coleta posterior. A análise é então comunicada de volta ao solicitante no formato direcionado, embora sujeito às restrições tanto no RFI quanto nos métodos usados na análise, o formato pode ser disponibilizado para outros usos também e divulgado em conformidade. A análise será escrita em um nível de classificação definido com versões alternativas potencialmente disponíveis em vários níveis de classificação para divulgação posterior.

## Ciclo de inteligência centrado no Alvo
Esta abordagem, conhecida como Find-Fix-Finish-Exploit-Assess (F3EA), é complementar ao ciclo de inteligência e focada na própria intervenção, onde o assunto da avaliação é claramente identificável e existem disposições para fazer alguma forma de intervenção contra aquele sujeito, a abordagem de avaliação centrada no alvo pode ser usada.
O assunto para a ação, ou alvo, é identificado e esforços são inicialmente feitos para encontrar o alvo para desenvolvimento posterior. Esta atividade identificará onde a intervenção contra o alvo terá os efeitos mais benéficos.
Quando é feita a decisão de intervir, são tomadas medidas para corrigir o alvo, confirmando que a intervenção terá uma alta probabilidade de sucesso e restringindo a capacidade do alvo para agir independente.
Durante a fase de acabamento, a intervenção é executada, potencialmente uma prisão ou detenção ou a colocação de outros métodos de cobrança.
Após a intervenção, a exploração do alvo é realizada, o que pode levar a um maior refinamento do processo para os alvos relacionados. A saída do estágio de exploração também será passada para outras atividades de avaliação de inteligência.